# Яна (вилает Лозенград)
 Тази статия е за селото в Одринска Тракия.  За за други вижте Яна.  
Яна (на турски: Kaynarca, Кайнарджа) е село в Източна Тракия, Турция, Околия Бунархисар, Вилает Лозенград (Къркларели).

## География
Яна се намира в южното подножие на Странджа на пет километра северозападно от Бунархисар.

## История
В 19 век Яна е голямо смесено село в Бунархисарска кааза в Одринския вилает на Османската империя. Според „Етнография на вилаетите Адрианопол, Монастир и Салоника“, издадена в Константинопол в 1878 година и отразяваща статистиката на населението от 1873 Яна (Yana) има 342 домакинства и 710 жители българи, 138 мюсюлмани и 856 гърци.
В 1899 година бунархисарският учител Христо Настев с помощта на яничаните дядо Яно Стоянов Кехайов и синовете му Никола и Александър, както и на Стоян Пенков, основава в селото комитет на ВМОРО.
Според статистиката на професор Любомир Милетич в 1912 година в Яна живеят 160 български екзархийски семейства и 360 семейства гърци и гъркомани.
При избухването на Балканската война в 1912 година 42 души от Яна са доброволци в Македоно-одринското опълчение.
Българското население на Яна се изселва след Междусъюзническата война в 1913 година. От тях 36 семейства (148 души) се заселват в Бургаска околия и 8 семейства са настанени в град Фере.

## Личности
Родени в Яна
- Георги Иванов Пехливанов (1877 - след 1943), македоно-одрински опълченец, служи в 3-та рота на 12-а лозенградска дружина; на 14 март 1943 година като жител на Бургас подава молба за българска народна пенсия, която е е одобрена и пенсията е отпусната от Министерския съвет на Царство България[6]
- Георги Тодоров Атанасов (1882 - след 1943), деец на ВМОРО, македоно-одрински опълченец
- Димитър Янев (1887 – ?), български юрист, в 1917 година завършил право в Софийския университет[7]
- Никола Христов Арабаджиев, македоно-одрински опълченец, 20-годишен, 2 рота на 11 сярска дружина, ранен на 17 юни 1913 година, починал на 20 (30) юни 1913 година, носител на орден „За храброст“ ІV степен[8]
- Никола Гандиев – Гандито, ръководител на местния революционен комитет на ВМОРО през 1902 година[9]
- Стоян Ангелов, македоно-одрински опълченец, 3 рота на 8 костурска дружина, носител на орден „За храброст“ ІV степен[10]
- Никола Георгиев (1873 - ?), деец на ВМОРО, участник в Илинденско-Преображенското въстание в 1903 година с четата на Лазар Маджаров в Одринско[11]
- Ст. Калъчев, български свещеник и революционер, служил в родното си село в цьрквата „Свети Никола” и в село Колибите в църквата „Света Марин“а[12]
- Ст. Милков, деец на ВМОРО, четник на Михаил Даев[13]
- Ставри Полихронов (1878 - ?), деец на ВМОРО, участник в Илинденско-Преображенското въстание в 1903 година с четата на Лазар Маджаров в Одринско[11]
- Яни Събев (1823 – 1903), български революционер, четник на Лазар Маджаров, загинал на 80 години на 15 май 1903 година в сражението при Кукурдан на 15 май 1903 година[14][15]